# Aphasganophora armeniaca
Aphasganophora armeniaca är en stekelart som först beskrevs av Boucek 1952.  Aphasganophora armeniaca ingår i släktet Aphasganophora och familjen bredlårsteklar. Inga underarter finns listade i Catalogue of Life.